# Trauma Center: New Blood
Trauma Center: New Blood è un videogioco di simulazione sviluppato da Atlus in esclusiva su Nintendo Wii.

## Trama
Il gioco si svolge all'incirca 10 anni dopo degli eventi del predecessore, nell'anno 2028. La storia per la prima volta nella saga lascia il Dr. Derek Styles e la sua assistente per concentrarsi su Markus Vaughn e Valerie Blaylock, due giovani medici dotati di un'incredibile capacità, che si dice sia stata ereditata dal Dio della medicina stesso, Esculapio.
Markus in sala operatoria ha il potere di concentrarsi a tal punto che il tempo attorno a lui sembra rallentare: ciò gli consente di operare il paziente con velocità e precisione. Valerie invece, ha l'abilità di mantenere il paziente in vita anche se ad un passo dalla morte, ma all'inizio sembra avere problemi con la sua capacità di concentrarsi e di attivare il suo potere, in quanto ancora dottoressa inesperta.
I due lavorano in Alaska da quando Markus, dopo un misterioso incidente avvenuto durante una ricerca al Concordia Medical Institute di Los Angeles vi si era rifugiato. Dopo vari mesi di lavoro però sono costretti a tornare proprio al Concordia, in compagnia di una nuova assistente, che Markus aveva già incontrato, salvandole la vita da una rara malattia pancreatica, tempo fa.
Una volta lì, il Prof.Vilkens, un vecchio collega ricercatore di Markus spiega ai due il vero motivo del loro richiamo laggiù: Il professore durante una ricerca è stato infettato da un ceppo di una nuova misteriosa malattia, la STIGMA.
Markus sembra saperne qualcosa, ma non rivela nulla alla sua collega. Dopo aver operato con successo il professore, i due vengono assunti dalla Caduceus, un'organizzazione internazionale che si occupa di malattie rare e bioterrorismo: infatti sembra proprio che STIGMA sia prodotta in laboratorio.
Dopo numerose disavventure, che includono il rapimento dei due chirurghi da parte dei un'organizzazione criminale, un viaggio in Africa e la confessione di Markus di aver contribuito anche solo per errore alla creazione di un prototipo primordiale di STIGMA, si scopre che a capo di tutto c'è un medico, il dottor Vakhusti, che nel tentativo di creare una cura per la sclerosi diencefalitica, una malattia terminale, è finito per infettare se stesso con STIGMA, che in qualche modo lo ha reso sociopatico e delirante. L'eliminazione dell'infezione dal suo corpo lo condanna ad una morte certa, ma gli lascia il tempo per tornare in sé e pentirsi dei suoi atti. I due medici hanno così eliminato la STIGMA dal mondo.
Nel post-game, il dr.Styles e la sua assistente vengono alla Caduceus U.S.A per mettere alla prova le capacità di Markus e Valerie sfidandoli a completare una simulazione chirurgica che contiene pazienti affetti da forme estremamente aggressive di STIGMA e GUILT.

## Modalità di gioco

Immagine di gioco: sono visibili i parametri vitali del paziente, il tempo rimanente e gli utensili disponibili.

Il gioco durante le fasi in sala operatoria assume una visuale in soggettiva del chirurgo che esegue l'operazione. Il giocatore sceglie lo strumento operatorio con lo stick del Nunchuk (o alternativamente con il D-Pad del WII Remote, nonostante questo metodo di controllo sia sconsigliato dal gioco stesso in quanto molto scomodo) e lo utilizza sul corpo del paziente puntando il WII Remote.
La salute del paziente è rappresentata da un elettrocardiogramma con valori da 0 a 99. Se i valori scendono a 0 è game over.
Vi è anche un limite di tempo più o meno ampio.

### Difficoltà
Ci sono 3 livelli di difficoltà selezionabili liberamente prima dell'inizio dell'operazione, più un quarto livello di difficoltà ("estremo"), non modificabile, esclusivo delle operazioni extra del post game.

### Dono di Esculapio
Il dono di Esculapio è una capacità di cui sono dotati pochissimi medici nel mondo, che si ritiene discendano dal Dio della medicina stesso.
Premendo il tasto Z del Nunchuk il giocatore può disegnare una stella sullo schermo, attivando l'abilità (una volta ad operazione).

#### Dono di Markus
Il dono di Markus rallenta momentaneamente il tempo, permettendo di completare più velocemente l'operazione

#### Dono di Valerie
Blocca temporaneamente i valori vitali del paziente, che saranno invulnerabili a qualsiasi danno. Quando l'abilità si interrompe, i valori saranno incrementati di 30

#### Dono di Leonardo
Nel gioco vi è un altro Dono di Esculapio, inutilizzabile dal giocatore in quanto utilizzato durante un'operazione eseguita in automatico dal dr. Leonardo Bello durante una cutscene. Sembra essere molto simile al potere di Markus come meccaniche, ma più potente.

### Ranking
Al termine dell'operazione si verrà premiati con un voto in base al punteggio ottenuto durante l'operazione e in base al tempo impiegato a completare un'operazione:
- C-"Medico dilettante" Il voto più basso
- B- "Specialista"
- A- "Primario"
- S- "Specialista" Solitamente inottenibile se si è utilizzato il dono di Esculapio, a meno che non sia obbligatorio in quell'operazione.
- XS- "Esculapio" Ottenibile solo se si è giocata l'operazione a "Difficile"

### Multiplayer
Il gioco è completamente giocabile in Multiplayer locale, tranne alcune missioni esclusive di Markus o Valerie. I due giocatori scelgono un personaggio e operano contemporaneamente sul paziente. (In multiplayer è possibile utilizzare il dono di Esculapio due volte per operazione)

## Doppiaggio
Il gioco è completamente doppiato in giapponese.
- Rikiya Koyama - Markus Vaughn
- Yumi Toma - Valerie Blaylock
- Ryoka Yuzuki - Elena Salazar
- Shozo Iizuka - Lloyd Wilkens
- Gara Takashima - Irene Quatro
- Tomohisa Asou - Robert Cromwell
- Masuo Amada - Justin Everett
- Hochu Otsuka - Luc Rousseau
- Sanae Kobayashi - Leslie Newman
- Kaori Akashi - Kanae Tsuji
- Mamiko Noto - Cynthia Kazakov
- Ikuya Sawaki - Miles Hoover
- Shinobu Sato - Marcy Bloom
- Takayuki Kondo - Kosuke Tsukimori
- Ayako Kawasumi - Ange Tonegawa
- Kenji Hamada - Leonardo Bello
- Otoya Kawano - Zakaria Kidman
- Daisuke Kiri - John Paul Mercy
- Chafurin - Guy Davidson

## Accoglienza
Il gioco ha ricevuto critiche generalmente positive, in cui viene lodato soprattutto il doppiaggio completo, novità per la serie, e la possibilità di giocare in due, mentre critica l'alta difficoltà di alcune operazioni se giocate in singolo.

## Fonti
1. ↑  (EN) ESRB - Trauma Center: New Blood, su ESRB Ratings. URL consultato il 1º febbraio 2021.
2. ↑   PEGI - Trauma Center: New Blood, su pegi.info. URL consultato il 1º febbraio 2021.
3. ↑  (DE) USK - Trauma Center: New Blood, su Unterhaltungssoftware Selbstkontrolle. URL consultato il 1º febbraio 2021.